# 韩东方

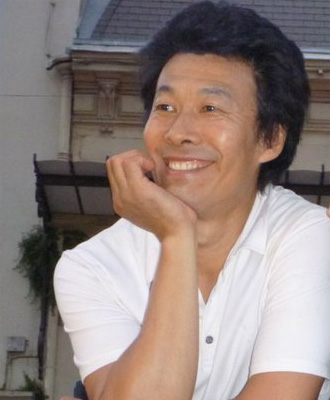
韓東方 (2011年)

韩东方（1963年—），原北京铁路局北京铁路分局丰台机务段工人，曾被称为中国的瓦文萨。中国劳工通讯主任、中华人民共和国异见人士、工人运动领袖、香港民主黨黨員。1989年，韩东方在八九民运中参与创建北京工人自治联合会。六四清场后，韩东方成为中国政府的头号通缉对象，被逮捕后不经审判而遭到22个月的监禁，直到1991年4月因结核病保外就医，在美国接受了为期一年的治疗。于1993年8月15日返回中国，并立即在广州被逮捕。此后，于1997年5月獲發香港身份證。

## 中国劳工通讯
基于中国工人阶级有责任担起推动社会进步这一历史使命的理念，韩东方于1994年在香港独立工会和国际自由工会运动的支持下，创立了「中国劳工通讯」组织，2011年開設網站。
中国劳工通讯是在香港登记注册的非政府组织，主要内容為：
|  | 1. 向中国大陆工人弟兄姊妹们传播独立工运理念； 2. 向国际社会传递有关中国工人遭受剥削压迫以及中国工人为此抗争的信息； 3. 在国内广大工人的参与下，逐步建立中国工人运动教育网站系统，为未来工会教育打下基础； 4. 建立中国独立工运团结基金，救济、抚恤受迫害独立工运人士及他们的家属、子女。 |

另外，自由亚洲电台普通話頻道于每周一、三、五播出《劳工通讯》广播节目，内容為中国劳工通讯与中国劳动者及政府官员就劳工问题所进行的讨论，節目至2025年3月21日後結束。
2025年6月12日，中國勞工通訊於官方網站宣佈，公司因資金短缺及負債問題無法運作，故決定解散。